# Кургино (Доможировское сельское поселение)
Кургино — деревня в Доможировском сельском поселении Лодейнопольского района Ленинградской области.

## История
На плане западной части Лодейнопольского уезда 1818 года упоминается деревня Кургинша.

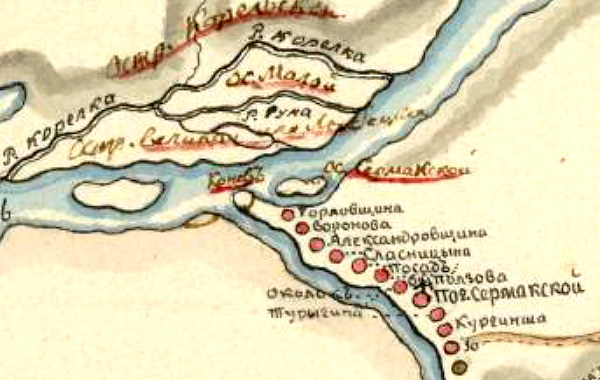
Деревня Кургино на плане 1818 года

На картах Санкт-Петербургской губернии Ф. Ф. Шуберта 1834 и 1844 годов обозначена деревня Кургина, состоящая из 23 крестьянских дворов.

КУРГИНО — деревня при реке Ояти, число дворов — 27, число жителей: 66 м. п., 69 ж. п.  (1879 год)

КУРГИНА — деревня при реке Ояти, население крестьянское: домов — 25, семей — 25, мужчин — 61, женщин — 73, всего — 134; некрестьянское: нет; лошадей — 10, коров — 17, прочего — 13. (1905 год)

В конце XIX — начале XX века деревня административно относилась к Заостровской волости 1-го стана Лодейнопольского уезда Олонецкой губернии.
С 1917 по 1922 год деревня входила в состав Сермакского сельсовета Заостровской волости Лодейнопольского уезда.
С 1922 года в составе Ленинградской губернии.
С февраля 1927 года в составе Луначарской волости. С августа 1927 года в составе Пашского района. В 1927 году население деревни составляло 142 человека.
Согласно карте Ленинградской области Северо-западного аэрогеодезического треста ГГУ издания 1932 года деревня насчитывала 14 крестьянских дворов.

Деревня Кургино на карте РККА 1940 года

С 1954 года в составе Доможировского сельсовета.
С 1955 года в составе Новоладожского района.
В 1958 году население деревни составляло 29 человек.
С 1963 года в составе Волховского района.
По данным 1966 и 1973 годов деревня Кургино также входила в состав Доможировского сельсовета Волховского района.
По данным 1990 годов деревня Кургино входила в состав Доможировского сельсовета Лодейнопольского района.
В 1997 году в деревне Кургино Доможировской волости проживали 19 человек, в 2002 году — 27 человек (все русские).
С 1 января 2006 года в составе Вахновакарского сельского поселения.
В 2007 году в деревне Кургино Вахновокарского СП проживал 11 человек, в 2010 году — 8.
С 2012 года в составе Доможировского сельского поселения.

## География
Деревня расположена в западной части района к северо-западу от автодороги Р21 (E 105) «Кола» (Санкт-Петербург — Петрозаводск — Мурманск).
Расстояние до административного центра поселения — 2,5 км.
Расстояние до ближайшей железнодорожной станции Оять-Волховстроевский — 6 км.
Деревня находится на правом берегу реки Оять.

## Демография
| 1879 | 1905 | 1927 | 1958 | 1997 | 2007 | 2010 |
| ---- | ---- | ---- | ---- | ---- | ---- | ---- |
| 135  | ↘134 | ↗142 | ↘29  | ↘19  | ↘11  | ↘8   |
| 2014 | 2017 |      |      |      |      |      |
| ↗11  | ↗12  |      |      |      |      |      |

### Национальный состав
Согласно данным Всероссийской переписи населения 2021 года в деревне проживали 10 человек, из них:
 русские — 9, один человек национальность не указал.

## Инфраструктура
По данным администрации Доможировского сельского поселения:
- на 1 января 2014 года в деревне было зарегистрировано 7 домохозяйств и 17 жителей[21].
- на 1 января 2021 года в деревне было зарегистрировано 6 домохозяйств и 10 жителей[22].